# Leicester City WFC
Leicester City WFC is een Engelse vrouwenvoetbalclub uit Leicester. De club werd in 2004 opgericht als zelfstandige club, maar werden in 2004 overgenomen door King Power, tevens eigenaar van mannenvoetbalclub Leicester City FC. Anno 2023 komt Leicester City uit in de FA Women's Super League, het hoogste niveau in het Engelse vrouwenvoetbal.
In 2016 wist Leicester City promotie te bewerkstelligen naar de FA Women's Premier League Northern Division door alle 22 wedstrijden van dat seizoen te winnen. Na te zijn geëindigd als derde en tweede in de Northern Division in 2017 en 2018 respectievelijk, bracht Leicester City een bid uit om deel te nemen aan het eerste seizoen van de FA Women's Championship. Het aanbod van The Foxes werd geaccepteerd in mei 2018, waardoor ze toetraden tot de bovenste regionen van de voetbalpiramide.
Naast het eerste elftal opereert Leicester City ook een reserveteam en een ontwikkelingscentrum met elftallen tussen de 9 en 18 jaar oud.

## Erelijst

### Competities
- FA Women's Championship
  - Winnaar (1): 2020/21
- FA Women's Midlands Division One
  - Winnaar (1): 2015/16
- Midlands Combination League
  - Winnaar (1): 2007/08
- Unison East Midlands Premier
  - Winnaar (1): 2006/07
- Unison East Midlands Southern League
  - Winnaar (1): 2005/06
- Leicestershire County League
  - Winnaar (1): 2004/05

### Bekers
- Unison East Midlands Premier League Cup
  - Winnaar (1): 2006/07
- Unison East Midlands Southern League Cup
  - Winnaar (1): 2005/06
- Leicestershire County League Cup
  - Winnaar (1): 2004/05
- Leicestershire & Rutland County FA Cup
  - Winnaar (9): 2005/06, 2006/07, 2007/08, 2008/09, 2009/10, 2010/11, 2011/12, 2013/14, 2017/18

## Bekende (oud-)Foxes

### Speelsters
- Esmee de Graaf
- Lize Kop